# يحيى بن عقيل الخزاعي
يحيى بن عقيل الخزاعي البصري. من رواة الحديث وهو صدوق حسن الحديث. من أهل البصرة سكن مرو. وَأكْثر روايتة عن التابعين مثل يحيى بن يعمر وأقرانه. وذكره ابن حبان في كتاب «الثقات».وروى له البخاري فِي «الأدب» والباقون سوى الترمذي.

## روايته للحديث النبوي
- رَوَى عَن: أنس بْن مالك، وعبد الله بْن أَبي أوفى وعِمْران بْن حصين، ويحيى بن يعمر البصري قاضي مرو.
- رَوَى عَنه: الْحُسَيْن بْن واقد قاضي مرو، وأَبُو رزمة داود بْن عِمْران، وسليمان التيمي، وعبد الله بن كيسان المروزي، وعبد المؤمن بْن خَالِد الحنفي قاضي مرو، وعزرة بْن ثابت، وعِمْران بْن ظبيان، وعنبسة بْن الأزهر، ومنصور بْن زاذان، وواصل مولى أبي عيينة، وأَبُو رزمة والد عَبْد الْعَزِيزِ بْن أَبي رزمة.[4]

الجرح والتعديل : أبو حاتم بن حبان البستي: ذكره في الثقات. وقال ابن حجر العسقلاني: صدوق. . وقال الذهبي: صدوق. . وقال يحيى بن معين: ليس به بأس.